# Пертхум, Сатиен
Сатиен Пертхум   (род. 1941 год) — депутат Парламента Республики Маврикий (1975-1987), Посол Республики Маврикий в ООН (1987-1996). Выпускник Университета дружбы народов им. Патриса Лумумбы.

## Биография
Сатиен Пертхум родился в 1941 году. В 1973 году окончил историко-филологический факультет Университета дружбы народов им. Патриса Лумумбы. Получил степень магистра исторических наук. Магистерская работа выполнена по теме: «Афро-Азиатская группа в ООН. (1946-1965 гг.)». В последующем защитил кандидатскую диссертацию на тему: «Англо-американские отношения в Индийском океане в 1960 гг.».
По окончании учебы работал на преподавательской и административных должностях: старший научный сотрудник Института востоковедения в Москве (1973-1974); пресс-атташе в Посольстве СССР в Маврикии (1974-1975);  редактор издания «Ле Милитан» (1977-1978); преподаватель отечественной и зарубежной истории в Бьюджохарском колледже (1975-1987).
В 1975 году принимал участие в выборах в парламент страны. Был избран членом Парламента Маврикия (1975-1987). В 1982 был назначен министром труда и внутрипроизводственных отношений (1982-1983).
В дальнейшем работал председателем Совета директоров Фонда развития сахарной индустрии (1984-1987); научным сотрудником Института стран Азии и Африки им. Индиры Ганди (1985-1987); членом консультативного совета Центра Африканской культуры. Член правления Маврикийкого университета (1986-1987), посол Маврикия в ООН (1987-1996).
В 1992 и 1995 годах был заместителем Председателя 47 и 50 сессий Генеральной Ассамблеи ООН.

## Труды
Сатиен Пертхум — автор книг «К коллективной безопасности в Азии» (1973), «27 сентября 1943: Одна веха истории современного Маврикия» (2003)), многих научных и публицистических статей.

## Семья
Женат на Dulary Ramesar, имеет троих дочерей —  Sandhya, Zoya, Satyendra.